# Habrocestum namibicum
Habrocestum namibicum är en spindelart som beskrevs av Wesolowska 2006. Habrocestum namibicum ingår i släktet Habrocestum och familjen hoppspindlar. Inga underarter finns listade i Catalogue of Life.